# Griffith (Software)
Griffith ist ein Programm zur Verwaltung von Videos und Filmen, das unter der General Public License (GPL) als Open-Source-Anwendung herausgegeben wird. Es ist das beliebteste freie Programm dieser Art und in der Paketverwaltung vieler Linux-Distributionen, unter anderem Ubuntu und openSUSE, enthalten. Griffith kann Meta-Informationen der Bibliothek automatisch anhand der Informationen der Internet Movie Database oder anderer Filmplattformen ergänzen beziehungsweise aktualisieren.
Das Programm wird nicht mehr weiterentwickelt, die letzte veröffentlichte Version 0.13 stammt aus dem Jahr 2011.